# ووكينغهام
ووكينغهام /ˈwoʊkɪŋəm/ هي مدينة سوق تاريخية في باركشير في إنجلترا، يبلغ عدد سكانها 46,745 نسمة وتبلغ مساحتها 2,3 كم2. تقع على بعد 39 ميل (63 كـم) غرب لندن، و7 ميل (11 كـم) جنوب شرق ريدينغ، و8 ميل (13 كـم) شمال كامبرلي و4 ميل (6 كـم) غرب براكنيل.

## توأمة
لووكينغهام اتفاقيات توأمة مع:
- إرفتشتات

## أعلام
- ويل يونغ
- باول نيو
- روبرت ديكي
- أندرو سميث
- ميخائيل جيمس

## روابط خارجية
- مجلس مدينة ووكينغهام
- مجلس ووكينغهام بورو
- موقع Westende Junior School